# Morton Prince
Morton Henry Prince (Boston, 21 dicembre 1854 – Boston, 31 agosto 1929) è stato uno psicologo statunitense.

## Biografia
Docente alla Harvard Medical School, nel 1926 divenne professore di psicologia dinamica all'Università di Harvard. È noto per ricerche come La dissociazione delle personalità (1906) e L'inconscio (1913).